# Pilosella prussica
Pilosella prussica — вид рослин із родини айстрових (Asteraceae).

## Середовище проживання
Зростає у Європі (Німеччина, Польща, Чехія, Угорщина, Естонія, Україна, євр. Росія).